# Новомултанське сільське поселення
Новомулта́нське сільське поселення (рос. Новомултанское сельское поселение) — муніципальне утворення у складі Увинського району Удмуртії, Росія. Адміністративний центр — село Новий Мултан.
Населення — 1032 особи (2015; 1059 в 2012, 1059 в 2010).
Голова:
- 2008–2012 — Дмитрієв Олег Євгенович
- 2012–2016 — Бушкова Людмила Аркадіївна

## Склад
До складу поселення входять такі населені пункти:
| Населений пункт        | Населення, осіб (2010) | Населення, осіб (2012) |
| ---------------------- | ---------------------- | ---------------------- |
| Ітчигурт, присілок     | 16                     | 16                     |
| Новий Мултан, село     | 708                    | 713                    |
| Пачегурт, присілок     | 288                    | 283                    |
| Питцам, присілок       | 42                     | 42                     |
| Помаскіно, присілок    | 3                      | 3                      |
| Старий Чумой, присілок | 2                      | 2                      |

Нежилі населені пункти: Комакгурт, Лекшур, Новий Чумой, Ново-Мултанський.
У поселенні діють 2 школи, 2 садочки, школа-інтернат, бібліотека, 2 клуби, ФАП, лікарня. Серед промислових підприємств працюють СПК «Зоря» та ТОВ «Нива».